# Cupello

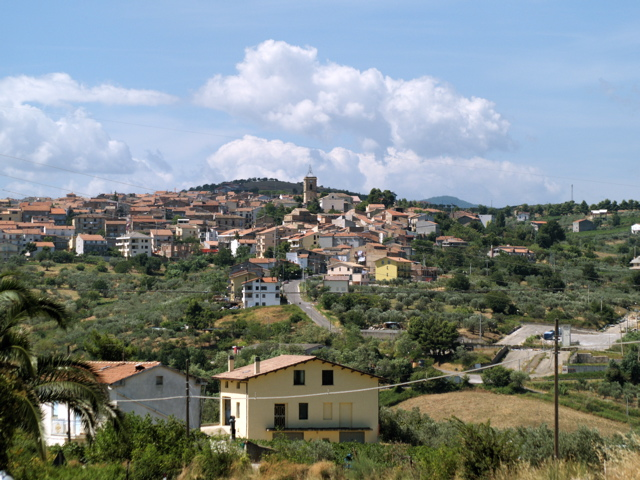
Cupello

Cupello ist eine italienische Gemeinde (comune) mit 4790 Einwohnern (Stand 31. Dezember 2023) in der Provinz Chieti in den Abruzzen. Die Gemeinde liegt etwa 52 Kilometer südöstlich von Chieti. Cupello ist Teil der Comunità montana Medio Vastese und grenzt unmittelbar an die Provinz Campobasso.

## Wirtschaft und Verkehr
In der Gemeinde werden Tonerden abgebaut. Die frühere Strada Statale 86 Istoria führte durch das Gemeindegebiet, die heutige Strada Statale 650 di Fondo Valle Trigno streift das Gemeindegebiet.

## Weinbau
In der Gemeinde werden Reben der Sorte Montepulciano für den DOC-Wein Montepulciano d’Abruzzo angebaut.